# هايك يغيازاريان
هايك يغيازاريان(بالإنجليزية: Hayk Yeghiazaryan)‏
 (الأرمينية: Հայկ Եղիազարյան، مِن مَواليد 18 يونيو 1972 في يريفان، أرمينيا) هو رافع أثقال أرميني مُتقاعد. شارَكَ في الألعاب الأولمبية الصيفية 1996 في قِسم وَزن 70 كجم لِلرجال.

## وصلات خارجية
- هايك يغيازاريان على موقع IAT Database Weightlifting (الألمانية)
- هايك يغيازاريان على موقع أوليمبيديا (الإنجليزية)

- Sports-Reference.com